# Dean Lombardi
Dean Lombardi (* 5. März 1958 in Holyoke, Massachusetts) ist ein US-amerikanischer Eishockey-Funktionär. In der National Hockey League war er als General Manager der San Jose Sharks und der Los Angeles Kings tätig.

## Karriere
Lombardi begann seine Karriere zunächst bei den San Jose Sharks in der NHL, die in der Saison 1991/92 als neu gegründetes Franchise den Spielbetrieb aufnahmen. Er assistierte Jack Ferreira bei dessen Ausübung als General Manager des Teams. Nachdem die erste Saison äußerst enttäuschend für das junge Franchise verlaufen war, wurde Ferreira am Ende der Saison entlassen. Zum Start der neuen Saison übernahmen der damalige Trainer George Kingston, Chuck Grillo und Lombardi die Aufgaben des Managements zu je einem Drittel. Durch das Ausscheiden von Kingston nach der Saison 1992/93 und von Grillo nach der Saison 1996/97 übernahm Lombardi das alleinige Amt zum Beginn der Saison 1997/98. Lombardi machte sich in den folgenden sieben Jahren einen Namen als einer der strategischsten General Manager der gesamten Liga. Neben der Verpflichtung von Veteran-Spielern zeigte er erstaunliches Fähigkeiten im Entdecken junger Talente. So gehören Spieler wie Evgeni Nabokov, Marco Sturm, Patrick Marleau, Scott Hannan, Brad Stuart, Jonathan Cheechoo und Vesa Toskala zu seinen Entdeckungen, die er in den Entry Drafts auswählte. Zudem konnte Lombardi namhafte Spieler wie Owen Nolan, Teemu Selänne, Vincent Damphousse und Adam Graves verpflichten, in deren Schatten sich die Talente in aller Ruhe entwickeln konnten. Nach einer schwachen Saison 2002/03 des Teams und einigen umstrittenen Personalentscheidungen musste Lombardi im März 2003, zusammen mit dem damaligen Cheftrainer Darryl Sutter, das Franchise verlassen.
Kurz nach seiner Entlassung verpflichteten ihn die Philadelphia Flyers als Scout für die Western Conference. Diese Position bekleidete der US-Amerikaner bis zum Juni 2006, ehe er von den Los Angeles Kings verpflichtet wurde, wo er fortan die Funktion des Präsidenten und General Managers ausfüllte.
Zudem fungierte Lombardi als General Manager des Team USA beim World Cup of Hockey 2016, bei dem die Mannschaft allerdings bereits in der Gruppenphase ausschied.
Nach über 10 Jahren als General Manager und Präsident der Kings, in denen das Team zwei Stanley Cups gewann, wurde Lombardi nach der Saison 2016/17 samt seinem Cheftrainer Darryl Sutter entlassen. Sein Nachfolger wurde sein bisheriger Assistent Rob Blake.

## Erfolge und Auszeichnungen
- 2012 Stanley-Cup-Gewinn mit den Los Angeles Kings
- 2014 Stanley-Cup-Gewinn mit den Los Angeles Kings